# سیروئلس
سیروئلس (به اسپانیایی: Ciruelos) یک منطقهٔ مسکونی در شیلی است که در پیچیلمو واقع شده‌است.